# Heinkenborstel
Heinkenborstel (niederdeutsch: Heikenbossel) ist eine Gemeinde im Kreis Rendsburg-Eckernförde in Schleswig-Holstein.

## Geografie

### Geografische Lage
Heinkenborstel liegt etwa 17 km nordwestlich von Neumünster und 20 km südlich von Rendsburg im Osten des Naturraums Heide-Itzehoer Geest (Haupteinheit Nr. 693) an den Bächen der Wittbek und Himmelreichsgraben. Die Gemeinde ist Teil des Naturparks Aukrug. Im westlichen Teil der Gemarkung erstrecken sich Teile des NATURA 2000-Schutzgebietes FFH-Gebiet Wälder der nördlichen Itzehoer Geest.

### Gemeindegliederung
Böhmerwald und Hahnkamp liegen im Gemeindegebiet.

### Nachbargemeinden
Unmittelbar angrenzende Gemeindegebiete von Heinkenborstel sind:
|         | Oldenhütten, Bargstedt                      |       |
| Nindorf | Kompassrose, die auf Nachbargemeinden zeigt | Gnutz |
| Mörel   |                                             |       |

## Politik

### Gemeindevertretung
Bei der Kommunalwahl am 14. Mai 2023 wurden insgesamt sieben Sitze vergeben. Diese fielen erneut alle an die Kommunale Wählergemeinschaft Heinkenborstel. Die Wahlbeteiligung betrug 69,4 %.

### Wappen
Blasonierung: „In Silber, darin über einem grün-silbernen Wellenbalken ein blauer, golden bewehrter und bekrönter schreitender Löwe mit roter Zunge, ein roter abgeflachter Dreiberg, darin drei silberne Bauernhausgiebel über einem silber-blauen Wellenschildfuß.“

## Geschichte
Eine historische Quelle für den Verwaltungsaufbau eines Gaues ist eine Urkunde, die Heinrich der Löwe am 13. September 1148 in Heinkenborstel ausstellen ließ. Zeuge der Beurkundung war Landesrichter Vergotus, Sohn des Daso de Ennige (Innien).

## Sagen und Gründungsmythen
Heinkenborstel hieß, als Heinrich der Löwe nach einem Kriegszug gegen die Dithmarscher 1148 dort lagerte, Heikenbutle.
"Butle" oder "botl" ist mit "büttel" gleichbedeutend, also ein ausgebauter einzelner Hof.  Diesen wird ein Mann mit Namen Heike ausgebaut haben. Heike ist ein alter Personenname. Plattdeutsch sagt man noch heute "Heikenborstel". 1455 ist es "Hinrikesborstel" genannt. Otto Ranzau zu Krummendiek verkaufte damals "den wolt tome Hinrikesborstel" an das Kapitel zu Eutin. Das niederdeutsche "borstel" bezeichnet ursprünglich den Stall einer Bur, das heißt einer Bauernschaft, namentlich für Schafe und Rinder. Es haben also die Bauern des Urdorfes dort einen umzäunten Platz (Burstall) für ihr Vieh gehabt, und so ist "butle" verschwunden und "borstel" geblieben. Heinkenborstel ist also "Wohnsitz des Heike" oder "Burstall in der Nähe des Wohnsitzes von Heike".
Im Westerholz lag ein Stein, der war so groß, dass darauf ein Gespann mit zwei Pferden hätte wenden können. Der Stein wurde dort von einem Riesen hingeworfen. Der stand einmal auf dem Boxberg bei Homfeld und da sah er, dass in Nortorf eine Kirche gebaut wurde. Die wollte er kaputt werfen. Er griff nach einem großen Stein, legte ihn in seine Schleuder und schwang ihn über seinen Kopf. Da riss ihm jedoch der eine Strang und der Stein fliegt rüber zum Westerholz. Da hat er noch lange gelegen, Breitenstein wurde daher auch der Wald genannt. Auf dem Stein ist die Hand zu sehen gewesen, wo der Riese ihn angefasst hat.

## Wirtschaft und Verkehr
Die Wirtschaft in der Gemeinde ist überwiegend von der Urproduktion der Landwirtschaft geprägt. Inzwischen wird auch der Tourismus immer bedeutender.
Die Gemeinde Heinkenborstel wird im motorisierten Individualverkehr von zwei Landstraßen in Trägerschaft des Kreises Rendsburg-Eckernförde erschlossen. Die Kreisstraße 81 führt in Nord-Süd-Richtung durch die Gemeinde und bindet in nördlicher Richtung im Nachbarort Oldenhütten an der schleswig-holsteinischen Landesstraße 125, in südlicher Richtung in Aukrug an der Kreisstraße 81 an. In der Dorflage von Heinkenborstelt zweigt in westlicher Richtung die Kreisstraße 84 in Richtung Hohenwestedt ab. Diese bindet dort direkt an die Bundesstraße 430 an.
Die Anbindung im Öffentlichen Personennahverkehr besteht mittels der behördlich durch den Kreis konzipierten Buslinie 757 auf der Relation zwischen dem ZOB Hohenwestedt und dem ZOB/Bahnhof Nortorf an der Bahnstrecke Neumünster–Flensburg.